# César Villanueva
Pour les articles homonymes, voir Villanueva.
César Villanueva Arévalo, né le 5 août 1946 à Tarapoto, est un homme d'État péruvien, président du Conseil des ministres du 31 octobre 2013 au 24 février 2014. Il est à nouveau nommé au même poste le 2 avril 2018 en remplacement de Mercedes Aráoz jusqu'à sa démission le 8 mars 2019.